# Орлы (Покровский район)
Орлы́ (укр. Орли) — село,
Орловский сельский совет,
Покровский район,
Днепропетровская область,
Украина.
Код КОАТУУ — 1224287801. Население по переписи 2001 года составляло 386 человек .
Является административным центром Орловского сельского совета, в который, кроме того, входят сёла
Диброва,
Киричково,
Кривобоково,
Малиновка,
Маяк,
Мечетное,
Солёное и ликвидированное село
Луначарское.

## Географическое положение
Село Орлы находится на расстоянии в 1 км от сёл Мечетное и Маяк.
По селу протекает пересыхающий ручей с запрудой.
Рядом проходит автомобильная дорога Н-15.

## Экономика
- ООО « Дружба».

## Объекты социальной сферы
- Школа.
- Фельдшерско-акушерский пункт.
- Дом культуры.
- Музей истории села.